# Tre Valli Varesine 1992
La Tre Valli Varesine 1992, settantaduesima edizione della corsa, si svolse il 25 agosto 1992 su un percorso di 209 km. La vittoria fu appannaggio dell'italiano Massimo Ghirotto, che completò il percorso in 5h20'28", precedendo gli elvetici Thomas Wegmüller e Herbert Niederberger.
Sul traguardo di Varese 35 ciclisti portarono a termine la competizione.

## Ordine d'arrivo (Top 10)
| Pos. | Corridore            | Squadra                | Tempo    |
| ---- | -------------------- | ---------------------- | -------- |
| 1    | Massimo Ghirotto     | Carrera Jeans          | 5h20'28" |
| 2    | Thomas Wegmüller     | Festina                | s.t.     |
| 3    | Herbert Niederberger | Spago-Rossin           | a 3"     |
| 4    | Darren Baker         | Motorola Cycling Team  | s.t.     |
| 5    | Beat Zberg           | Helvetia               | a 33"    |
| 6    | Stefano Colagè       | ZG Mobili-Selle Italia | s.t.     |
| 7    | Andrew Hampsten      | Motorola Cycling Team  | a 34"    |
| 8    | Giorgio Furlan       | Ariostea               | s.t.     |
| 9    | Bruno Cenghialta     | Ariostea               | a 40"    |
| 10   | Christian Henn       | Telekom-Merckx         | a 48"    |